# 李桂林 (少将)
李桂林（1913年—1981年），中国人民解放军将领、中国人民解放军开国少将。

## 生平
曾任中国人民解放军沈阳军区政治部保卫部部长。1955年，授予中国人民解放军少将。